# 11257 Rodionta
11257 Rodionta (1978 TP2) là một tiểu hành tinh vành đai chính được phát hiện ngày 3 tháng 10 năm 1978 bởi N. S. Chernykh ở Đài vật lý thiên văn Crimean.